# Rossia macrosoma
Rossia macrosoma е вид главоного от семейство Sepiolidae.

## Разпространение и местообитание
Видът е разпространен в Албания, Алжир, Босна и Херцеговина, Великобритания (Северна Ирландия), Гренландия, Гърция (Егейски острови и Крит), Дания, Египет (Синайски полуостров), Западна Сахара, Израел, Ирландия, Исландия, Испания (Балеарски острови, Канарски острови и Северно Африкански територии на Испания), Италия (Сардиния и Сицилия), Либия, Ливан, Мавритания, Мароко, Норвегия, Португалия (Азорски острови и Мадейра), Сенегал, Сирия, Словения, Тунис, Турция, Фарьорски острови, Франция (Корсика), Хърватия, Черна гора и Швеция.
Среща се на дълбочина от 7 до 243 m, при температура на водата от 6,9 до 9,9 °C и соленост 34,7 – 35,3 ‰.